# Kognitive Verzerrung (klinische Psychologie)
Kognitive Verzerrungen (englisch: cognitive distortion) tragen nach der Theorie von Aaron T. Beck zur Aufrechterhaltung psychischer Störungen wie Depression und Angststörung bei, da durch die verzerrte Wahrnehmung keine korrigierenden Erfahrungen gesammelt werden können, die bisherige Überzeugungen (Schema (Psychologie)) infrage stellen (siehe Becks Depressionsmodell).
Kognitive Verzerrungen wurden zuerst 1967 von A. T. Beck beschrieben. 1975 unterschied Beck zehn Arten. David D. Burns, ein Student von Beck, veröffentlichte 1980 den Besteller Feeling Good.
Er benannte darin die kognitiven Verzerrungen von Beck um und unterschied ebenfalls zehn Typen. Burns sprach 1980 von „cognitive distortions“ und J. S. Beck 1995 von „cognitive errors“.

## Haupttypen kognitiver Verzerrungen im Krankheitsbild
A. T. Beck (1979) nennt eine Liste von kognitiven Verzerrungen und ergänzte später weitere, die er beobachtet hatte:
- Willkürliche Schlussfolgerungen – Schlussfolgerung, ohne andere Erklärungsmöglichkeiten zu prüfen.[9]
- Übergeneralisierung (engl.: „overgeneralisation“[10]) – Eine allgemeine Regel wird wegen einer einzelnen Erfahrung aufgestellt.[8] Die Schwierigkeit, aufgrund von Erfahrungen auf allgemeine Regelmäßigkeiten zu schließen, wird in der Philosophie als Induktionsproblem bezeichnet. Beispielsweise könnte jemand, der dreimal auf eine Bewerbung eine Absage erhielt, sagen: „Ich werde nie eine Zusage bekommen“.[10]
- Dichotomes Denken („Alles-Oder-Nichts-Denken“ in der klinischen Psychologie) – Es wird nur in zwei (dichotomen) Kategorien unterschieden, d. h.: ohne Zwischenstufen. Beim Schwarz-Weiß-Denken schiebt der Patient neutrale (graue) Informationen in die negative (schwarze) Kategorie.[1]
- Personalisierung – Dabei sieht man sich selbst als Ursache für Ereignisse, obwohl auch andere Personen oder Umstände verantwortlich sein könnten. Beispielsweise könnte ein Lehrer, weil seine Schüler schlechte Noten schreiben, denken: „Ich bin ein schlechter Lehrer“.[10] Oder ein Kind könnte denken: „Es ist meine Schuld, dass sich meine Eltern streiten.“[11] Bei einer Scheidung könnte man denken: „Es ist meine Schuld, dass unsere Ehe gescheitert ist.“[12] Ereignisse werden auf die eigene Person bezogen.[8][9] Das kann soweit reichen, dass ein Autounfall des Partners, als Strafe für eine eigene unmoralische Tat interpretiert wird.[8][9] In der stärksten Ausprägung könne der Denkfehler in einen Beziehungswahn übergehen.[13] Von einem Wahn spricht man jedoch erst, wenn der Denkfehler durch Hinterfragen nicht korrigierbar ist. Der Wahn könne therapeutisch deswegen auch nicht auf dieselbe Art behandelt werden, wie Denkfehler bei einer Depression.[13]
- Selektive Abstraktion[8] („Selektives Verallgemeinern“[9] auch: „mental filtering“[10]) – Einzelne Erlebnisse in eine Richtung werden erinnert, wobei dem widersprechende Ereignisse selektiv übersehen werden.[8][9]
- Maximieren (engl. magnification) und Minimieren (minimization) – Übertreibung von Ereignissen in eine Richtung und die Untertreibung bzw. Herunterspielen von Ereignissen in die andere Richtung.
- Katastrophisieren (auch „Magnifizieren des Negativen“[10][14][15]) – Überbewertung von möglichen Konsequenzen.[8]
- Emotionale Beweisführung – Das eigene Gefühl wird als Beweis für die Richtigkeit einer Annahme herangezogen.[8] Beispielsweise könnte jemand denken: „Ich fühle mich schlecht, also muss ich etwas falsch gemacht haben“.[16] Oder eine Person mit Anorexia nervosa denkt: „Ich fühle mich dick, also bin ich dick“.[17] Ein Patient mit Zwangsstörung könnte denken: „Wenn ein Gedanke ein so starkes negatives Gefühl auslöst, ist das ein Beweis für die Wichtigkeit des Gedankens“,[18] oder „Wenn ich beunruhigt bin, muss es einen tatsächlichen Anlass dazu geben.“[19] Auch sozial phobische Patienten neigen zum emotionalen Schlussfolgern.[20]
- Etikettierung – Aus einem Ereignis oder einer Handlung wird ein umfassender Sachverhalt gemacht (siehe auch Etikettierungsansatz). Bei der Etikettierung wird außer Acht gelassen, dass Menschen, die ein gleiches Merkmal haben, sich in anderen Punkten unterscheiden können, beispielsweise verschiedene Charaktere haben.[21]
- Gedankenlesen – Die Überzeugung zu wissen, was jemand anderes denkt, ohne nachzufragen.
- Selektive Wahrnehmung („Tunnelblick“[1]) – Nur einen bestimmten Aspekt des gegenwärtigen Lebens sehen.[8]
- Sollte-Sätze („Sollte-Tyranneien“[22], engl.: „should statements“[23][24]) – „Der Klient hat typischerweise Selbstregeln, die ihm hohe und perfektionistische Standards auferlegen.“[1]

Ferner finden sich noch folgende Verzerrungen in der Literatur:
- Disqualifizierung des Positiven („disqualifying the positive“[23]) – Positives wird zurückgewiesen, weil es aus irgendeinem Grund nicht zählen soll.[24]
- voreilige Schlüsse
  - Gedankenlesen (engl.: „mind reading“[16])
  - Wahrsagen (engl.: „fortune telling“[10])

- Schuldzuweisung (engl.: „blaming“[25]) – Anderen die Schuld dafür geben, dass man sich schlecht fühlt, was dazu beiträgt, dass man das eigene Verhalten nicht ändern muss.[12]
- Irrtum des Wandels (engl.: „fallacy of change“[3]) – Ergänzt von Gilson und Freeman (1999) sowie Leahy (1996). McKay, Rogers und McKay hätten zwischen 4 „Shoulds“ und 4 „blamers“ unterschieden und hätten den Irrtum des Wandels folgendermaßen beschrieben: Leute sollten sich für uns ändern, wenn wir Druck ausüben.[26]
- der Glaube, immer im Recht zu sein (engl.: „always being right“[11])